# Collegio uninominale Sicilia 1 - 04 (2020)
Il collegio elettorale uninominale Sicilia 1 - 04 è un collegio elettorale uninominale della Repubblica Italiana per l'elezione della Camera dei deputati.

## Territorio
Come previsto dalla legge n. 51 del 27 maggio 2019, il collegio è stato definito tramite decreto legislativo all'interno della circoscrizione Sicilia 1.
È formato dal territorio di 21 comuni della provincia di Caltanissetta: Acquaviva Platani, Bompensiere, Butera, Caltanissetta, Campofranco,
Delia, Gela, Marianopoli, Mazzarino, Milena, Montedoro, Mussomeli, Resuttano, Riesi, San Cataldo, Santa Caterina Villarmosa, Serradifalco, Sommatino, Sutera, Vallelunga Pratameno e Villalba e da 7 comuni della provincia di Agrigento: Cammarata, Canicattì, Casteltermini, Castrofilippo, Grotte, Racalmuto e San Giovanni Gemini.
Il collegio è parte del collegio plurinominale Sicilia 1 - 02.

## Eletti
| Elezione | Elezione | Deputato                   | Partito              |
| -------- | -------- | -------------------------- | -------------------- |
|          | 2022     | Michela Vittoria Brambilla | Movimento Animalista |

## Dati elettorali

### XIX legislatura
Come previsto dalla legge elettorale, 147 deputati sono eletti con sistema a maggioranza relativa in altrettanti collegi uninominali a turno unico.
| Candidati                                 | Candidati                            | Voti    | %     | Liste                          | Voti    | %     |
| ----------------------------------------- | ------------------------------------ | ------- | ----- | ------------------------------ | ------- | ----- |
|                                           | Michela Vittoria Brambilla ✔️ Eletto | 43 244  | 35,09 | Fratelli d'Italia              | 20 646  | 16,75 |
| Forza Italia                              | Michela Vittoria Brambilla ✔️ Eletto | 43 244  | 35,09 | 16 011                         | 12,99   |       |
| Lega per Salvini Premier                  | Michela Vittoria Brambilla ✔️ Eletto | 43 244  | 35,09 | 5 677                          | 4,61    |       |
| Noi moderati/Lupi - Toti - Brugnaro - UDC | Michela Vittoria Brambilla ✔️ Eletto | 43 244  | 35,09 | 910                            | 0,74    |       |
|                                           | Dedalo Cosimo Gaetano Pignatone      | 35 186  | 28,55 | Movimento 5 Stelle             | 35 186  | 28,55 |
|                                           | Martina Riggi                        | 19 089  | 15,49 | Partito Democratico-IDP        | 14 753  | 11,97 |
| +Europa                                   | Martina Riggi                        | 19 089  | 15,49 | 1 881                          | 1,53    |       |
| Alleanza Verdi e Sinistra                 | Martina Riggi                        | 19 089  | 15,49 | 1 632                          | 1,32    |       |
| Impegno Civico - Centro Democratico       | Martina Riggi                        | 19 089  | 15,49 | 823                            | 0,67    |       |
|                                           | Giampiero Modaffari                  | 11 774  | 9,55  | Sud chiama Nord                | 11 774  | 9,55  |
|                                           | Emanuele Maganuco                    | 10 148  | 8,23  | Azione - Italia Viva - Calenda | 10 148  | 8,23  |
|                                           | Rossella Alfieri                     | 1 684   | 1,37  | Italexit                       | 1 684   | 1,37  |
|                                           | Alberto Lombardo                     | 1 276   | 1,04  | Italia Sovrana e Popolare      | 1 276   | 1,04  |
|                                           | Giuseppe Carusotto                   | 846     | 0,69  | Unione Popolare                | 846     | 0,69  |
| Totale                                    | Totale                               | 123 247 | 100   |                                | 123 247 | 100   |
|                                           |                                      |         |       |                                |         |       |
| Voti non validi                           | Voti non validi                      | 12 963  | 9,52  |                                |         |       |
| Votanti                                   | Votanti                              | 136 210 | 56,20 |                                |         |       |
| Elettori                                  | Elettori                             | 242 355 |       |                                |         |       |